# Diócesis de Grand Falls
La diócesis de Grand Falls (en latín: Dioecesis Grandicataracten(sis) y en inglés: Roman Catholic Diocese of Grand Falls) es una circunscripción eclesiástica latina de la Iglesia católica en Canadá, sufragánea de la arquidiócesis de San Juan de Terranova. La diócesis tiene al obispo Robert Anthony Daniels como su ordinario desde el 1 de marzo de 2011. 

## Territorio y organización
La diócesis tiene 42 368 km² y extiende su jurisdicción sobre los fieles católicos de rito latino residentes en la parte centro-oriental de la isla de Terranova en la provincia de Terranova y Labrador.
La sede de la diócesis se encuentra en la ciudad de Grand Falls-Windsor, en donde se halla la Catedral de la Inmaculada Concepción.
En 2019 en la diócesis existían 31 parroquias.

## Historia
La diócesis de Harbour Grace fue erigida el 29 de febrero de 1856 con el breve Ex apostolicae servitutis del papa Pío IX, obteniendo el territorio de la diócesis de Terranova (hoy arquidiócesis de San Juan de Terranova). Originalmente estaba inmediatamente sujeta a la Santa Sede.
El 16 de septiembre de 1870 cedió partes de su territorio para la erección de las prefecturas apostólicas de Saint George (hoy diócesis de Corner Brook-Labrador) y de Placentia (hoy suprimida) mediante la bula Quae Catholicae rei del papa Pío IX.
El 8 de febrero de 1904 pasó a formar parte de la provincia eclesiástica de la arquidiócesis de San Juan de Terranova.
El 13 de julio de 1945 cedió otra porción de territorio para la erección del vicariato apostólico de Labrador, que luego se convirtió en la diócesis de Labrador City-Schefferville, hoy suprimida.
El 25 de mayo de 1953 la iglesia de Notre-Dame de Grand Falls fue declarada concatedral de la diócesis por el decreto Urbs vulgo de la Sagrada Congregación Consistorial.
El 22 de febrero de 1958, en virtud del decreto Consistoriali Decreto de la Congregación Consistorial, asumió el nombre de diócesis de Harbor Grace-Grand Falls, que conservó hasta el 30 de octubre de 1964, cuando asumió su nombre actual.
Del 18 de octubre de 2007 al 1 de marzo de 2011 estuvo unida in persona episcopi a la arquidiócesis de Saint John.

## Estadísticas
De acuerdo al Anuario Pontificio 2020 la diócesis tenía a fines de 2019 un total de 43 240 fieles bautizados.
| Año                                                                             | Población            | Población | Población      | Sacerdotes | Sacerdotes    | Sacerdotes    | Bautizados por sacerdote | Diáconos permanentes | Religiosos | Religiosos | Parroquias |
| Año                                                                             | Bautizados católicos | Total     | % de católicos | Total      | Clero secular | Clero regular | Bautizados por sacerdote | Diáconos permanentes | Varones    | Mujeres    | Parroquias |
| ------------------------------------------------------------------------------- | -------------------- | --------- | -------------- | ---------- | ------------- | ------------- | ------------------------ | -------------------- | ---------- | ---------- | ---------- |
| 1950                                                                            | 25 000               | 145 000   | 17.2           | 31         | 28            | 3             | 806                      |                      | 4          | 75         | 26         |
| 1966                                                                            | 33 375               | 200 000   | 16.7           | 36         | 32            | 4             | 927                      |                      | 4          | 125        | 27         |
| 1970                                                                            | 34 000               | 189 000   | 18.0           | 36         | 34            | 2             | 944                      |                      | 18         |            | 43         |
| 1976                                                                            | 35 000               | 200 000   | 17.5           | 36         | 36            |               | 972                      |                      | 14         | 70         | 28         |
| 1980                                                                            | 35 300               | 201 600   | 17.5           | 31         | 31            |               | 1138                     |                      | 14         | 72         | 29         |
| 1990                                                                            | 31 638               | 226 000   | 14.0           | 27         | 27            |               | 1171                     |                      | 3          | 59         | 28         |
| 1999                                                                            | 30 749               | 92 464    | 33.3           | 27         | 27            |               | 1138                     |                      |            | 28         | 30         |
| 2000                                                                            | 29 431               | 138 898   | 21.2           | 27         | 27            |               | 1090                     |                      |            | 31         | 30         |
| 2001                                                                            | 29 269               | 123 979   | 23.6           | 28         | 28            |               | 1045                     |                      |            | 34         | 30         |
| 2002                                                                            | 29 069               | 174 488   | 16.7           | 29         | 28            | 1             | 1002                     |                      | 1          | 35         | 30         |
| 2003                                                                            | 29 030               | 171 742   | 16.9           | 29         | 29            |               | 1001                     |                      |            | 32         | 29         |
| 2004                                                                            | 36 774               | 181 978   | 20.2           | 29         | 29            |               | 1268                     |                      |            | 27         | 30         |
| 2006                                                                            | 37 200               | 184 200   | 20.2           | 28         | 28            |               | 1328                     |                      |            | 21         | 30         |
| 2013                                                                            | 40 400               | 195 200   | 20.7           | 27         | 27            |               | 1496                     | 1                    |            | 18         | 30         |
| 2016                                                                            | 41 700               | 201 700   | 20.7           | 32         | 30            | 2             | 1303                     | 1                    | 2          | 14         | 30         |
| 2019                                                                            | 43 240               | 209 175   | 20.7           | 30         | 24            | 6             | 1441                     |                      | 6          | 7          | 31         |
| Fuente: Catholic-Hierarchy, que a su vez toma los datos del Anuario Pontificio. |                      |           |                |            |               |               |                          |                      |            |            |            |

## Episcopologio
- John Dalton † (29 de febrero de 1856-5 de mayo de 1869 falleció)
- Enrico Carfagnini, O.F.M. † (13 de mayo de 1870-27 de febrero de 1880 nombrado obispo de Gallipoli)
- Ronald MacDonald † (24 de mayo de 1881-3 de septiembre de 1906 renunció[6])
- John March † (4 de septiembre de 1906-12 de enero de 1940 falleció)
- John Michael O'Neill † (8 de junio de 1940-23 de noviembre de 1972 renunció)
- Alphonsus Liguori Penney † (23 de noviembre de 1972-5 de abril de 1979 nombrado arzobispo de San Juan de Terranova)
- Joseph Faber MacDonald † (11 de enero de 1980-23 de octubre de 1998 nombrado obispo de Saint John)
- Martin William Currie (12 de noviembre de 2000-1 de marzo de 2011 renunció)
- Robert Anthony Daniels, desde el 1 de marzo de 2011